# Furgonetka pancerna

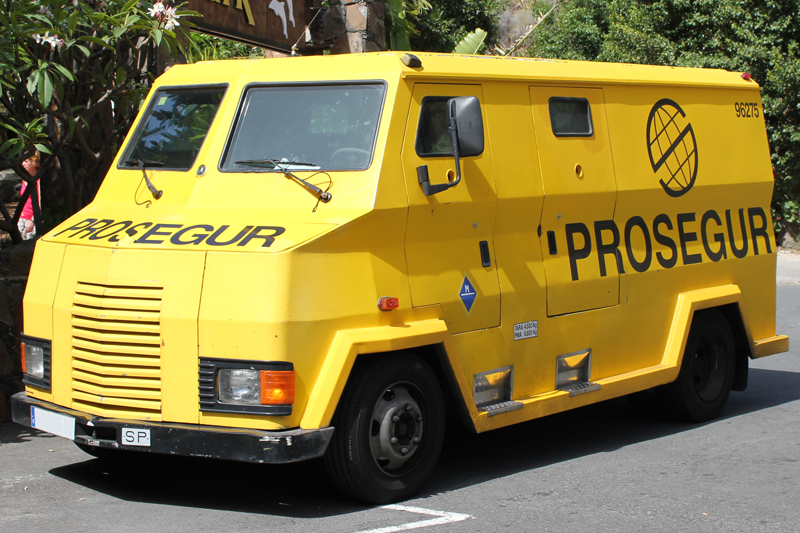
Furgonetka pancerna Prosegur na Gran Canaria.

Furgonetka pancerna − rodzaj opancerzonego samochodu, będącego najczęściej vanem lub lekką ciężarówką, przeznaczoną do transportu dóbr wartościowych, takich jak: pieniądze w gotówce, kamienie szlachetne, biżuteria, papiery wartościowe itp. Samochody tego typu są całkowicie kuloodporne i nie są podatne na wysokie temperatury.
Pierwszą furgonetką pancerną był Bellamore Armored Motor Bank Car, który wszedł do służby w 1910 i używany był jako transporter gotówki. W 1914 w Wlk. Brytanii służył Rolls-Royce Ghost, który w trakcie I wojny światowej został wcielony do armii jako wojskowy samochód pancerny. W 1930 zakłady Mercedes-Benz wybudowały model Nürburg 460, którym poruszał się papież Pius XI.